# Hubert I van Culemborg
Hubert I van Culemborg (ca. 1240 - Utrecht, 20 maart 1309), ook vermeld als Hubert III van Bosinchem en net als zijn vader Hubert de Schenk genoemd (al gaat deze eer, meer naar zijn vader toe, die waarschijnlijk de eerste erfschenker was), was heer van Culemborg, Vuilkop en Lanxmeer; hij was ook erfschenker van Utrecht.

## Levensloop
Zijn vader was Hubert de Schenk of Hubert II van Bosinchem (zoon van Steven van Bosinchem) en moeder Margretha van Voorne, een dochter van Hendrik van Voorne Hubert wordt op 11 februari 1271 voor het eerst vermeld in een charter, waarbij hij wordt beleend met Vuilkop. Op 4 juli 1281 werd Hubert beleend met een stuk grond, dat te boek zou staan als 'Kuilenburg'. Op 21 november 1281 erkende ook de graaf van Gelre hem in zijn goederen, waardoor hij de eerste is die zich heer van Culemborg ging noemen. Hubert was ook de eerste bouwheer van het kasteel Culemborg.
In 1281 schonk Hubert een deel van de goederen van Lanxmeer aan het kapittel van Oudmunster te Utrecht, dit omdat een gedeelte van de gronden bij 'Kuilenburg' aan dit kapittel behoorde.

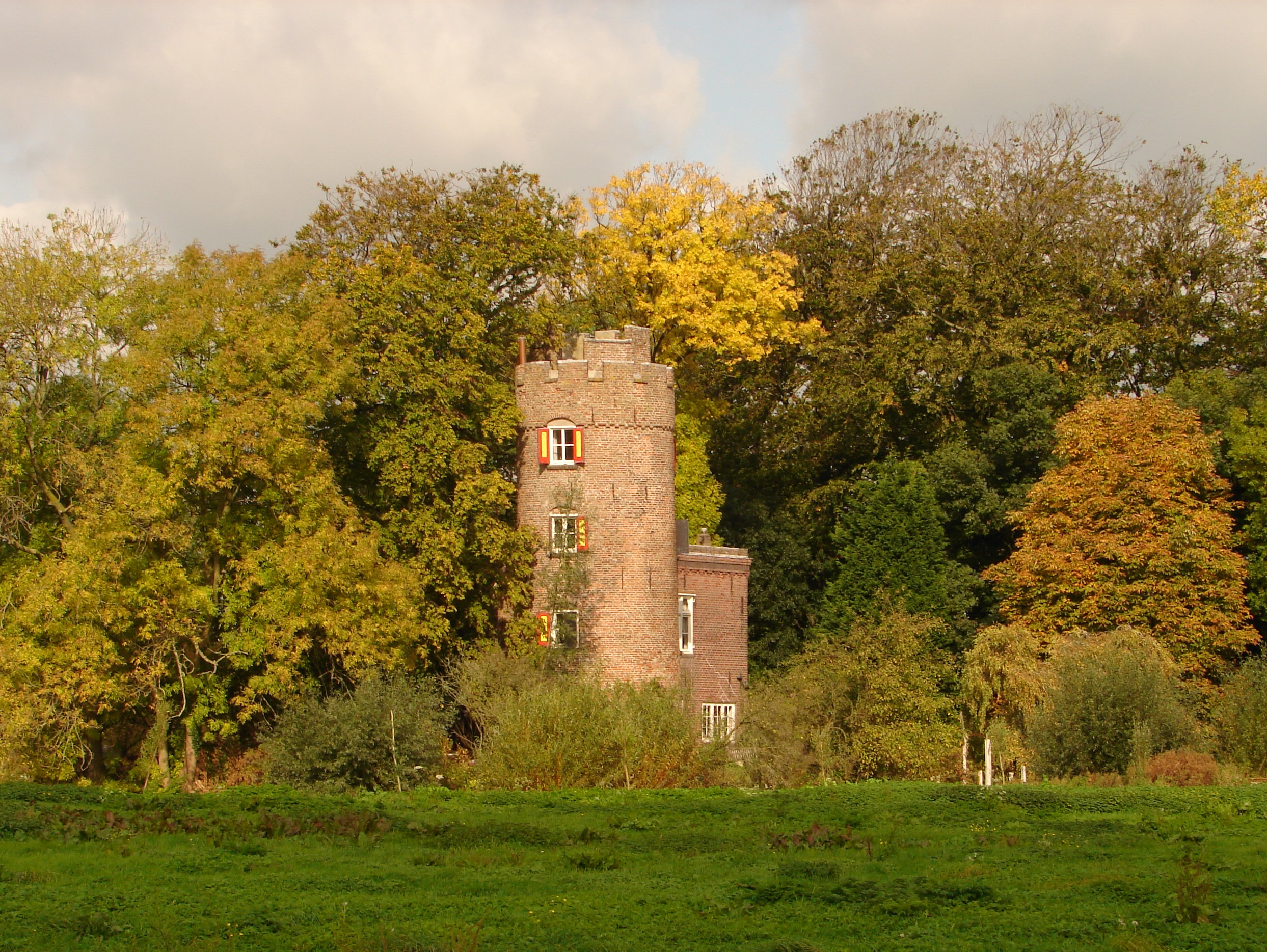
Hubert was de stichter van kasteel Schonauwen

Hubert zou ook het eerste kasteel Schonauwen bij Vuilkop hebben gesticht of hebben uitgebreid (nabij het hedendaagse Houten), later gingen deze goederen over naar zijn broer Dirk Splinter van Culemborg. Na de moord op Floris V van Holland in 1296 waren de edelen verdeeld geraakt, Hubert maakte de politieke keuze om voor Holland (Wolfert I van Borselen aan het roer) te kiezen, omdat hij in onmin was geraakt met bisschop Willem Berthout van Mechelen. Hij werd in 1297 belast met het beleg op het kasteel IJsselstein, dat door Bertha van Heukelom werd verdedigd. Rond 1300 koos hij partij voor het huis Avesnes, tijdens de Strijd tussen Vlaanderen en Holland om Zeeland Bewestenschelde was hij een veldheer onder bisschop Gwijde van Avesnes, hij had lichtelijk de hand in de dood van Jan III van Renesse en Jan II van der Lede, toen hij ze achtervolgde, bij hun vlucht de Lek op, deze aanhang van de Vlaamse partij verdronk in de rivier.
Hubert huwde met Margretha of Geertruid van Arkel (soms ook Elisabeth genoemd), een dochter van Jan I van Arkel; zij kregen een zoon en opvolger in Jan I van Culemborg.